# Op-Center
Op-Center è una serie di romanzi, creati da Tom Clancy e Steve Pieczenik, con il contributo di Jeff Rovin. Ispirato al primo libro della serie, nel 1995 viene realizzato il film OP-Center, di Lewis Teague, come quarto film basato sui romanzi di Tom Clancy.

## Personaggi principali
Protagonisti della serie che compaiono in tutti i libri: 
- Paul Hood: Direttore dell'agenzia
- General Mike Rodgers: Vice-direttore dell'Op-Center e comandante del braccio armato STRIKER team
- Bob Herbert: Capo dell'Intelligence
- Matt Stoll: Esperto in tecnologie informatiche ed elettroniche
- Darrel McCaskey: Ufficiale di collegamento dell'FBI
- Lowell Coffey II: Legale dell'agenzia
- Liz Gordon: Psicologa

## Romanzi
| Num | Anno | Titolo italiano     | Titolo originale       | Pubb. in Italia | ISBN               | Note                |
| --- | ---- | ------------------- | ---------------------- | --------------- | ------------------ | ------------------- |
| 1   | 1995 | Op-Center           | Tom Clancy's Op-Center | 1996            | ISBN 88-17-67044-8 |                     |
| 2   | 1995 | Parallelo Russia    | Mirror Image           | 1997            | ISBN 88-17-67405-2 |                     |
| 3   | 1996 | Giochi di Stato     | Games of State         | 1998            | ISBN 88-17-67900-3 |                     |
| 4   | 1996 | Atti di Guerra      | Acts of War            | 2001            | ISBN 88-17-86877-9 |                     |
| 5   | 1998 | Equilibri di potere | Balance of Power       | 2003            | ISBN 88-17-87275-X |                     |
| 6   | 1999 | Stato d'assedio     | State of Siege         | 2004            | ISBN 88-17-00146-5 |                     |
| 7   | 2000 | Presa di potere     | Divide and Conquer     | 2004            | ISBN 88-17-00381-6 |                     |
| 8   | 2001 | Linea di controllo  | Line of Control        | 2005            | ISBN 88-17-00572-X |                     |
| 9   | 2002 |                     | Mission of Honor       |                 |                    | inedito in italiano |
| 10  | 2003 |                     | Sea of Fire            |                 |                    | inedito in italiano |
| 11  | 2004 |                     | Call to Treason        |                 |                    | inedito in italiano |
| 12  | 2005 |                     | War of Eagles          |                 |                    | inedito in italiano |
| 13  | 2014 |                     | Out of the Ashes       |                 |                    | inedito in italiano |
| 14  | 2015 |                     | Into the Fire          |                 |                    | inedito in italiano |
| 15  | 2016 |                     | Scorched Earth         |                 |                    | inedito in italiano |
| 16  | 2017 |                     | Dark Zone              |                 |                    | inedito in italiano |
| 17  | 2018 |                     | For Honor              |                 |                    | inedito in italiano |
| 18  | 2019 |                     | Sting of the Wasp      |                 |                    | inedito in italiano |
| 19  | 2020 |                     | God of War             |                 |                    | inedito in italiano |
| 20  | 2021 |                     | The Black Order        |                 |                    | inedito in italiano |
| 21  | 2022 |                     | Call of Duty           |                 |                    | inedito in italiano |
| 22  | 2023 |                     | Fallout                |                 |                    | inedito in italiano |
|     |      |                     |                        |                 |                    |                     |

## Trama
Op-Center è il nome dell'agenzia denominata National Crisis Management Center (NCMC) e ha il compito di gestire speciali crisi interne ed esterne agli Stati Uniti. L'esistenza del centro è mantenuta segreta al popolo americano ed il suo direttore, Paul Hood, fa rapporto direttamente al presidente degli Stati Uniti.
Il quartier generale è situato nei pressi della base dell'Aeronautica militare di Andrews nel distretto federale di Washington ed utilizza lo Stryker team come gruppo di risposta paramilitare.

### 1. Op-Center
Una serie di attentati organizzati da terroristi anti-unificazione colpiscono la penisola coreana con lo scopo di far scoppiare la guerra. Primo impegno dell'Op-center, che ha il compito di approntare una strategia d'intervento e ripristinare gli equilibri.

### 2. Parallelo Russia
Il ministro degli interni russo si allea con i nazionalisti di destra e la criminalità per organizzare un colpo di stato e ripristinare l'impero sovietico. L'Op-Center entra in azione e si scontra con la corrispondente agenzia russa.

### 3. Giochi di Stato
Nella Germania unificata, un milionario finanzia l'attività neo-nazista in Europa fomendando l'odio razziale cercando di destabilizzare il mondo intero. In questo libro viene fatto riferimento alla Net Force, altra serie di romanzi di Tom Clancy ed altri scrittori. 

### 4. Atti di Guerra
Terroristi curdi progettano un colpo di stato in Siria.

### 5. Equilibri di potere
Dopo l'uccisione di Martha Mackall, rappresentante dell'Op-Center in Spagna, una fazione militare si serve delle aspirazioni autonomiste basche e catalane per cercare di rovesciare il governo spagnolo.

### 6. Stato d'assedio
Militari dell'ONU si riorganizzano in forma criminale creando attentati e organizzando il sequestro del palazzo di vetro a New York-

### 7. Presa di potere
L'Op-Center cerca di aiutare la controparte russa nel risolvere un caso d'assassinio.

### 8. Linea di controllo
Lo Striker Team, tagliato fuori da ogni supporto, deve combattere per la sopravvivenza tra India e Pakistan.

### 9. Mission of Honor
L'Op-Center si ritrova a collaborare con il Vaticano e le forze speciali spagnole nel risolvere crisi d'ostaggi.

### 10. Sea of Fire
Terroristi si impossessano di materiale radioattivo, l'Op-Center ha il compito di eliminare la minaccia.

### 11. Call to Treason
Dopo che Mike Rodgers viene licenziato a causa di tagli, trova lavoro presso un senatore corrotto e si ritrova coinvolto nel mondo della politica.

### 12. War of Eagles
Paul Hood rassegna le dimissioni all'Op-Center, nel frattempo scoppiano nuovi attentati.